# 나가이 고 기념관
나가이 고 기념관(永井豪記念館)은 일본 이시카와현 와지마시에 있는 만화 박물관이다. 와지마시 출신 만화가 나가이 고를 기념한다.
2024년 1월 1일 저녁에 발생한 노토반도 대지진으로 피해를 입었고, 같은 날 밤부터 다음 날까지 와지마 아침시장 일대를 덮친 화재에 의해 전소되었다.